# Ghiselbert Uten Goye
Gijsbert uten Goye was ridder, maarschalk van het Sticht en commandeur van de Duitse Orde in Utrecht.

## Biografie
Gijsbert uten Goye wordt 1245-1270 in oorkonden vermeld. Hij was heer van Hagestein en heer van Houten en 't Goy. Voor beide heerlijkheden was hij leenman van de heer van Cuijk. Zijn hoofdburcht was het kasteel Ten Goye bij Houten; zijn huis te Hagestein droeg hij in 1251 in leen op aan de graaf van Gelre. In 1252 laat hij een zegelring maken samen met zijn broer Wouter en Gijsbrecht IV van Amstel, waarschijnlijk in Utrecht.   
Gijsbrecht verzoende zich in 1252 met het kapittel van St. Marie, dat hij ruim tien jaar had gehinderd in het bezit van de tienden te Houten en 't Goy. Al in 1227 had Gijsberts vader afstand van zijn aanspraken moeten doen, maar Gijsbert meende er kennelijk toch nog rechten op te hebben.   
Gijsbert werd omstreeks 1253 tot ridder geslagen. In 1265-1266 is hij maarschalk van het Sticht. Daarna trekt hij zich uit het wereldlijk leven terug en wordt hij broeder van het Duitse Huis te Utrecht. In 1270 is hij commandeur van deze orde. Hij overlijdt 16 maart 1271. Hij is dan ongeveer 60 jaar oud. Gijsbert werd begraven in de Sint-Annakerk van het oude Duitse Huis buiten de stadsmuren. In de zestiende eeuw is een portret van hem gemaakt als landscommandeur van de Duitse Orde. 
Gijsberts vader was de 'nobilis' of edelvrije Wouter, graaf van Goye, die wordt vermeld 1208-1232. Graaf Wouter stamde af van Waldger (verm. 898-928), graaf van Teisterbant en graaf in IJssel en Lek, Nifterlake (Utrecht) en Upgoye. Zijn moeder was Rixa van Amstel, zelf van onvrije of ministeriale afkomst, waardoor ook haar kinderen in deze stand werden geboren. Zoon Gijsbert heeft kennelijk nog geprobeerd de titel 'graaf' te voeren; zijn zegel uit 1252 laat zien dat daarop een woord is uitgestoken, waar deze titel vermoedelijk stond vermeld. Als ridder zegelde Gijsbert met een groot ruiterzegel, waarop hij als ridder te paard staat afgebeeld.

## Huwelijk en kinderen
Gijsbert was tweemaal getrouwd. Zijn eerste vrouw was [Berta] van Woerden, een dochter van Herman IV van Woerden. Omstreeks 1260 huwde hij met Mabelia, een zuster van Jan I van Arkel.
Van Gijsbert zijn ten minste vier kinderen bekend:
- Wouter Uten Goye, heer van Hagestein en leenheer van Langerak (1240-1281). Hij wordt vermeld 1268-1277, hij overleed in 1281. Wouter werd geen ridder, maar bleef 'knape'. Hij trouwde met Alverade van Arkel (1230-) een dochter van Herbaren II van Arkel heer van Asperen en Heukelom (1195-1265).
- Gijsbert Uten Goye, heer van Houten en 't Goy; hij wordt vermeld 1277-1300. In 1285 werd hij ridder. Hij was vermoedelijk gehuwd met een dochter uit de familie Van Schalkwijk.
- Berta Uten Goye, abdis van St. Servaas, overleden in 1284.
- Herman Uten Goye, vermeld in 1282.

Alverade en Mabelia zijn zussen, dochters van Herbaren II en zussen van Jan I van Arkel.
Gijsberts tweede vrouw Mabelia overleed na 12 september 1288, toen zij haar testament maakte. Zij bezat een huis te Utrecht, in de immuniteit van de Dom, dat zij naliet aan het Domkapittel. Dit huis was een van de zgn. Vier Steenhuizen (Domplein 10-17), die waren gebouwd op de plek waar voordien het keizerlijk paleis Lofen had gestaan.
Zijn tweede vrouw, Mabelia, die een dochter was van hr. Herbaren van der Lede, was eerder gehuwd geweest met Godschalk van der Merwede (ovl. na 2 november 1258). Uit dit huwelijk had zij zeker twee zonen: Daniël II van der Merwede (vermoedelijk de stichter van het Huis te Merwede) en Jan. Getuigen bij het testament waren haar zoons en Jan II van Arkel.